# Jérôme Souchier
Jérôme Souchier, född 1508 i Auvergne, död 10 november 1571 i Rom, var en fransk kardinal och abbot.

## Biografi
Jérôme Souchier inträdde i cistercienserorden i klostret i Montpeyroux. Han studerade vid Collège Cistercien i Paris och blev doktor i både filosofi och teologi. Han var abbot av Clairvaux 1550–1571 och av Cîteaux. Från 1567 till 1571 var Souchier generalsuperior för cistercienserorden.
I mars 1568 upphöjde påve Pius V Souchier till kardinalpräst och han mottog året därpå San Matteo in Merulana som titelkyrka. 
Kardinal Souchier avled i Rom 1571 och är begravd i Santa Croce in Gerusalemme.